# It's a Man's World
It's A Man's World je jednaadvacáté studiové album zpěvačky a herečky Cher, vydané v listopadu roku 1995 u WEA a Warner Bros. Records.

## O Albu
Album vyšlo nejdříve na konci roku 1995 v Evropě a poté na začátku roku 1996 v USA v pozměněné, do r´n´b laděné verzi.
Album představuje 'novou' Cher zpívající 'nekonvenční' (většinou) coververze starších písní. Jedná se zejména o písně od mužských autorů, jelikož deska je koncipována jako pohled ženy z mužského úhlu pohledu. Styl hudby se výrazně liší od toho, co dělala předtím - pop/rockový styl na předchozích deskách vystřídal zralejší styl písní ve stylu více do Deep South. Album také vyniká hlasově, patrné zejména ve skladbách "One by One" a "The Gunman", kde se hlasem dostává ze své komfortní zóny.
Deska slavila mírný úspěch v Evropě, v Americe však propadla. Celosvětový prodej činí cca 3 400 000 prodaných kusů.

### Singly
Z alba vzešlo pět singlů. První evropský singl byla píseň Walking In Memphis, která se v Anglii umístila na 11. místě. K písni byl natočený černobílý videoklip, kde se Cher mimo jiné objeví v přestrojení Elvise Presleyho. Ve stejném přestrojení vystoupila poté také s písní v pořadu Top Of The Pops. Druhý a evropský a pilotní americký singl byla skladba One By One, která obsadila v Anglii 7. místo a v Americe místo 52. Další evropské singly byly (popořadě) Not Enough Love In The World a The Sun Ain't Gonna Shine Anymore. V Americe ještě vyšel druhý singl Paradise Is Here.

## Seznam skladeb
| Pořadí | Název                                           | Autor                                                      | Délka |
| ------ | ----------------------------------------------- | ---------------------------------------------------------- | ----- |
| 1.     | Walking In Memphis                              | Marc Cohn                                                  | 4:00  |
| 2.     | Not Enough Love In The World                    | Don Henley, Danny Kortchmar, Benmont Tench                 | 4:25  |
| 3.     | One By One                                      | Anthony Griffiths                                          | 5:06  |
| 4.     | I Wouldn't Treat a Dog (The Way You Treated Me) | Daniel Walsh, Steve Barri, Michael Price, Michael Omartian | 3:38  |
| 5.     | Angels Running                                  | Patty Larkin                                               | 4:42  |
| 6.     | Paradise Is Here                                | Paul Brady                                                 | 5:06  |
| 7.     | I'm Blowin' Away                                | Eric Kaz                                                   | 4:05  |
| 8.     | Don't Come Around Tonite                        | Maia Sharp, Mark Addison                                   | 4:38  |
| 9.     | What About The Moonlight                        | Kathleen York, Michael Dorian                              | 4:20  |
| 10.    | The Same Mistake                                | Marc Jordan, John Capek                                    | 4:30  |
| 11.    | The Gunman                                      | Paddy McAloon                                              | 5:14  |
| 12.    | The Sun Ain't Gonna Shine Anymore               | Bob Gaudio, Bob Crewe                                      | 5:16  |
| 13.    | Shape Of Things To Come                         | Trevor Horn, Lol Creme                                     | 4:08  |
| 14.    | It's a Man's Man's Man's World                  | James Brown, Betty Jean Newsome                            | 4:40  |

## Umístění
| Umístění (1995/96) | Pozice |
| ------------------ | ------ |
| Rakousko           | 8      |
| UK                 | 10     |
| Itálie             | 16     |
| Švédsko            | 18     |
| Kanada             | 46     |
| USA                | 64     |
| Německo            | 74     |
| Nizozemsko         | 91     |